# Józef Jeżowicz
Józef Jeżowicz (ur. 20 sierpnia 1885 w Koszarzyskach, zm. 15 września 1976 tamże) – twórca ludowy ze Śląska Cieszyńskiego.

## Życiorys
Urodzony w Koszarzyskach w części zwanej Łabajka. Do 14. roku życia uczęszczał do polskiej szkoły ludowej w Nawsiu. Po skończeniu szkoły podstawowej pracował z ojcem w gospodarstwie i dorabiał sobie pracą w lesie. Brał aktywny udział w I wojnie światowej jako żołnierz wojska austriackiego. Walczył na froncie rosyjskim i włoskim. Po wojnie powrócił do pracy w gospodarstwie. W 1926 roku powodów finansowych był zmuszony wyjechać do Kanady, tam pracował na budowie kolei, jako robotnik w lesie, na tartaku i w kopalni węgla w Mountain Park. Powrócił w 1929 roku i podjął pracę w swoim gospodarstwie rolnym. Podczas drugiej wojny światowej w jego budynku mieściła się siedziba partyzanckiego ruchu oporu W trakcie wojny zawezwano Józefa na komendę Gestapo w Cieszynie, by zyskać informacje o przeciw antynazistowskiej działalności na Zaolziu. On jednak niczego nie zdradził. Po wojnie jego zasługi w walce z faszyzmem zostały nagrodzone wieloma nagrodami.

## Opowiadania
- Tu sie żije bez starości
- Jako jedyn sprzedowoł krowym
- Ło smykach na Załolżu
- Ło frysztackim zwónie
- Jako jedyn chowoł pinióndze[1]